# Net Promoter Score
Der Net Promoter Score (NPS) bzw. Promotorenüberhang ist eine Kennzahl, die misst, inwiefern Konsumenten ein Produkt oder eine Dienstleistung weiterempfehlen würden. In bestimmten Branchen korreliert der Net Promoter Score mit dem Unternehmenserfolg. Die Methode wurde von Satmetrix Systems, Inc., Bain & Company und Fred Reichheld entwickelt.

## Berechnung
Berechnet wird der Net Promoter Score durch die Differenz zwischen Promotoren und Detraktoren des betreffenden Unternehmens. Der Anteil der Promotoren und Detraktoren wird ermittelt, indem einer repräsentativen Gruppe von Kunden ausschließlich die Frage gestellt wird: „Wie wahrscheinlich ist es, dass Sie Unternehmen/Marke X einem Freund oder Kollegen weiterempfehlen werden?“ Gemessen werden die Antworten auf einer Skala von 0 (unwahrscheinlich) bis 10 (äußerst wahrscheinlich). Als Promotoren werden die Kunden bezeichnet, die mit 9 oder 10 antworten. Als Detraktoren werden hingegen diejenigen angesehen, die mit 0 bis 6 antworten. Kunden, die mit 7 oder 8 antworten, gelten als „Indifferente“. Der Net-Promoter-Score wird nach folgender Formel berechnet:
NPS = Promotoren (in % aller Befragten) − Detraktoren (in % aller Befragten)
Der Wertebereich des NPS liegt damit zwischen plus 100 und minus 100.

## Bewertung
Der Vorteil des NPS liegt in seiner Einfachheit. Fred Reichheld hat die Korrelation zwischen NPS und Unternehmenswachstum für über 30 Branchen empirisch belegt und entsprechende Benchmark-Werte ermittelt. Eine umfangreiche Studie, in der die von Reichheld berichteten Ergebnisse repliziert werden sollten, fand allerdings keine bedeutsamen Zusammenhänge zwischen NPS und Unternehmenswachstum. Zudem wird dort berichtet, dass auch die Zusammenhänge zwischen NP-Score und tatsächlichem Kundenverhalten (finanzielles Volumen der getätigten Käufe) schwächer ausfallen als bei anderen Maßen der Kundenbindung. Daneben werden von weiteren Autoren verschiedene schwerwiegende methodische Mängel des NPS diskutiert. Erwähnt wird dabei unter anderem die willkürliche Einteilung der Skala in Detraktoren und Promotoren.
Dieses Konzept wirkt zunächst ob seiner Einfachheit und der damit scheinbar einhergehenden geringen Kosten sehr charmant und hat in den letzten Jahren in vielen Unternehmen die klassische, prozessorientierte Kundenzufriedenheitsmessung verdrängt. Es wird allerdings häufig falsch oder zumindest nur unvollständig angewendet. Nach Reichheld beginnt mit der Messung des Net Promoter Scores ein langer und teilweise aufwendiger Prozess, dessen Kernpunkt die Analyse der Antworten auf die nachgeschaltete „Warum-Frage“ im Rahmen von (vielen) Fokusgruppen ist. Erst in diesen Fokusgruppen wird ermittelt, wo die tatsächlichen Ursachen für eine hohe oder geringe Weiterempfehlung liegen und mit welchen Maßnahmen die Empfehlungsrate gesteigert werden kann. In letzter Konsequenz dürfte die Berechnung des Net-Promoter-Scores rein von den Kosten her betrachtet nicht wesentlich günstiger sein als eine klassische Kundenzufriedenheitsmessung.
Ein Nachteil ist, dass die Studien, welche einen Zusammenhang zwischen NPS und dem Umsatzwachstum in verschiedenen Branchen berichten, bisher nur aus den USA und Großbritannien stammen. Selbst wenn man annimmt, dass diese – derzeit umstrittenen – Ergebnisse gültig sind, ließen sich diese somit nicht ohne weiteres auf andere Länder und Kulturen ausdehnen. Die Benchmarks, die Reichheld ermittelt hat, können damit nicht einfach auf den deutschen Kulturraum übertragen werden, weil hier das Antwortverhalten teilweise anders ausfällt. Um den NPS hier einzusetzen, müssten zunächst eigene Benchmarks im nationalen Kontext ermittelt werden.
In den vergangenen Jahren hat sich die Forschung zum Thema NPS weiterentwickelt: Inzwischen spricht man vom Net Promoter System statt vom Net Promoter Score. Kernelement der Systematik ist dabei, auf Basis des Kundenfeedbacks Veränderungsprozesse im Unternehmen in Gang zu setzen. Wird der NPS richtig angewendet und durch ein Customer Experience Management (CEM) System unterstützt, dann kann damit folgendes erreicht werden:
- Während der Umfrage identifizierte Kritiker (Detraktoren) können kontaktiert und die Ursachen für ihre schlechte Bewertung  beseitigt werden.
- Promotoren werden als solche identifiziert. Sie sind dem Unternehmen wohlgesinnt und können für das Unternehmen hilfreich sein, wenn sie diese für Fallstudien zur Verfügung stehen oder in den Produktentwicklungsprozess einbezogen werden können etc.
- Konzeptionelle und strategische Verbesserungsmaßnahmen können abteilungs- bzw. bereichsbezogen identifiziert und umgesetzt werden. Sowohl das Middle-Management wie auch die obere Führungsebene können erkennen, welche Maßnahmen erforderlich sind, um die Organisation auf den Kunden zu zentrieren.

Der NP-Score hat kulturelle Einflüsse. Er kann beurteilen helfen, ob die umgesetzten Verbesserungsmaßnahmen Wirkung zeigen. Zu unterscheiden ist dabei der Relationship-NPS, der auf Basis der gesammelten Erfahrung die Weiterempfehlungsbereitschaft beurteilt, und der Transactional NPS, der die Weiterempfehlung auf Basis einer einzelnen Transaktion (zum Beispiel Produktlieferung) bewertet.